# Janez Potočnik
Janez Potočnik (ur. 22 marca 1958 w Kropie) – słoweński polityk i ekonomista, były minister, komisarz Unii Europejskiej od 2004 do 2014, kolejno ds. rozszerzenia, ds. badań i rozwoju oraz ds. środowiska.

## Życiorys
W 1993 obronił doktorat z ekonomii na Uniwersytecie Lublańskim.
Większość swojej kariery zawodowej spędził jako analityk ekonomiczny i badacz. W latach 1993–2001 zajmował stanowisko dyrektora Instytutu Analiz Makroekonomicznych i Rozwoju w Lublanie. W 2001 został ministrem w kancelarii premiera, następnie w okresie 2002–2004 sprawował urząd ministra ds. europejskich w rządzie Janeza Drnovška. W tym samym okresie pełnił funkcję głównego negocjatora warunków akcesji Słowenii do Unii Europejskiej.
W 2004 został komisarzem ds. rozszerzenia w Komisji Europejskiej Romano Prodiego. Jesienią tego samego roku, po powołaniu KE z José Barroso na czele, objął tekę komisarza ds. badań i rozwoju. 27 listopada 2009 ogłoszono, iż w nowej komisji z tym samym przewodniczącym ma objąć funkcję komisarza ds. środowiska. Urzędowanie rozpoczął w lutym 2010 po zatwierdzeniu przez Parlament Europejski. Pełnił tę funkcję do końca kadencji KE w 2014.